# Віра Ванчурова
Віра Ванчурова (чеськ. Věra Vančurová, 17 вересня 1932, Прага) — чехословацька гімнастка, призерка Олімпійських ігор та чемпіонату світу.

## Біографічні дані
На Олімпіаді 1952 Віра Ванчурова зайняла 3-є місце в командному заліку. В індивідуальному заліку вона зайняла 34-е місце. Також зайняла 6-е місце в командних вправах з предметом, 61-е — у вправах на брусах, 14-е — у вправах на колоді, 76-е — в опорному стрибку та 33-е — у вільних вправах.
На чемпіонаті світу 1954 Віра Ванчурова завоювала бронзову медаль в команді.